# Jorge Mini Townson
Jorge Ernesto Mini Townson (Ciudad de Guatemala, 20 de abril de 1971) es un empresario y filántropo guatemalteco, reconocido por ser el director ejecutivo del Grupo Inmobiliario Apolo, el vicepresidente de la Corporación Bancaria G&T y por su labor social en el país centroamericano, especialmente en la lucha contra el cáncer pediátrico.

## Biografía

### Primeros años y estudios
Jorge Mini Townson, de ascendencia italiana, nació en la Ciudad de Guatemala el 20 de abril de 1971. Cursó estudios superiores en la Universidad Purdue, donde obtuvo los títulos de Ingeniero Industrial y Administrador de Empresas. Posteriormente cursó una Maestría en Negocios en la Universidad de Harvard en Boston.

### Carrera
Luego de finalizar sus estudios, Mini Townson se vinculó profesionalmente al Grupo Apolo, una corporación de desarrollo inmobiliario con influencia en Centroamérica fundada por su abuelo Giovanni Mini Bressani en 1924. En 1998 se convirtió en director de la Aseguradora GYT Continental, parte del conglomerado de empresas del sector bancario conocido como Corporación G&T.
En el año 2014 fue nombrado director ejecutivo del Grupo Apolo, con el que participó en el desarrollo de proyectos corporativos, residenciales e industriales entre los que se incluyen los edificios de apartamentos Tiffany en la Ciudad de Guatemala. Actualmente se encuentra coordinando la construcción de una nueva obra residencial de gran magnitud en el municipio de Villa Nueva titulada Ciudad Reformadores, donde se planea construir un centro de gobierno municipal, un hospital pediátrico y una central de transferencia, entre otras instalaciones. El proyecto finalizaría su primera fase de construcción en el año 2022. Otro proyecto del grupo en la actualidad es la construcción de un nuevo complejo residencial en el municipio de Santa Catarina Pinula.

### Filantropía
El empresario ha estado involucrado desde el año 2006 en la lucha contra el cáncer infantil, convirtiéndose en benefactor de un fondo creado en 2007 para atender el transporte de las familias de menores de escasos recursos del interior del país que deben realizar el respectivo tratamiento de la enfermedad. En 2015 fundó el Hogar Estuardo Mini, un centro de atención gratuito para niños con cáncer terminal que trabaja de la mano de la Fundación Ayúdame a Vivir, entidad recaudadora de la Unidad Nacional de Oncología Pediátrica UNOP. El hogar está ubicado a las afueras de la Ciudad de Guatemala y se encarga de brindar apoyo médico y psicológico a los pacientes terminales y a sus familias. En 2016 se convirtió en director de la Fundación AYUVI y presentó la causa ante el Congreso de la República de Guatemala con el fin de lograr la atención gratuita de los menores afectados por la enfermedad.
Mini Townson ha colaborado con otras instituciones benéficas de su país como HELPS International, Fundación JUVID, Defensores de la Naturaleza, Fundación KINAL, Compasión por los Animales, Fundantigua y Amigos del Lago, entre otras. Internacionalmente ha colaborado con la institución educativa Bodhi Tree School y el orfanato Sri Brahman, ambas en la India.